# Atlas de proteínas humanas
O programa Atlas de proteínas humanas ou Human Protein Atlas (em inglês), é um programa de pesquisa científica com o objetivo de explorar todo o proteoma humano usando uma abordagem baseada em anticorpos. O projeto possui uma abordagem centrada em genes com o empenho de mapear e caracterizar uma proteína representativa para cada gene humano que codifica a proteína (aproximadamente 20.000 genes).
Participantes no Atlas de Proteínas Humanas classificaram uma grande maioria dos genes codificadores de proteínas em seres humanos usando uma combinação de genômica, transcriptômica, proteômica e representação de perfil baseada em anticorpos, que identifica a localização.